# Загидулин, Сергей Владимирович
Сергей Владимирович Загидулин (укр. Сергій Володимирович Загідулін; род 26 марта 1992, Новоград-Волынский, Житомирская область, Украина) — украинский футболист, полузащитник.

## Карьера
Футболом начинал заниматься в Житомире. Позже поступил в львовское училище физической культуры.
Выступал за «Карпаты-2». В украинской Премьер-лиге дебютировал 28 октября 2012 года в матче против днепропетровского «Днепра», но большинство своих матчей провёл за дубль «Карпат».
В 2014 году перешёл в черновицкую «Буковину», где к тому времени уже играл его близкий друг Николай Жовтюк, с которым он стал одним из лидеров команды. С конца июля 2015 года играл за «Верес», однако уже через месяц его покинул.
В марте 2016 года стал игроком любительского клуба «Самбор». С августа 2017 года игрок ФК «Тернополя». Но вскоре тернопольская команда прекратила выступления в первенстве Украины, а Сергей перешёл в ФК «Полесье» (Житомир). В составе которого играл до ноября того же года. В апреле 2018 вновь вернулся на любительский уровень, где выступает за клуб «Демня».

## Достижения
- Победитель молодёжного чемпионата Украины: 2009/10

## Статистика
| Клуб                | Лига         | Сезон   | Чемпионат | Чемпионат | Кубок | Кубок | Кубок лиги | Кубок лиги | Дубль | Дубль |
| Клуб                | Лига         | Сезон   | Игры      | Голы      | Игры  | Голы  | Игры       | Голы       | Игры  | Голы  |
| ------------------- | ------------ | ------- | --------- | --------- | ----- | ----- | ---------- | ---------- | ----- | ----- |
| Карпаты-2 (Львов)   | Вторая лига  | 2008/09 | 2         | 0         |       |       |            |            |       |       |
| Карпаты-2 (Львов)   | Вторая лига  | 2009/10 | 15        | 0         |       |       | 4          | 0          |       |       |
| Карпаты (Львов)     | Премьер-лига | 2010/11 |           |           |       |       |            |            | 5     | 0     |
| Карпаты (Львов)     | Премьер-лига | 2011/12 |           |           |       |       |            |            | 7     | 0     |
| Карпаты (Львов)     | Премьер-лига | 2012/13 | 3         | 0         |       |       |            |            | 17    | 0     |
| Карпаты (Львов)     | Премьер-лига | 2013/14 |           |           |       |       |            |            | 3     | 0     |
| Буковина (Черновцы) | Первая лига  | 2014/15 | 20        | 1         | 1     | 0     |            |            |       |       |
| Верес (Ровно)       | Вторая лига  | 2015/16 | 1         | 0         |       |       |            |            |       |       |
| Тернополь           | Вторая лига  | 2017/18 | 1         | 0         |       |       |            |            |       |       |
| Полесье (Житомир)   | Вторая лига  | 2017/18 | 10        | 0         |       |       |            |            |       |       |